# Ordenina
L'ordenina è un alcaloide derivato della feniletilamina. Si trova nel malto d'orzo.